# Weiden
Weiden è un comune di 88 abitanti della Renania-Palatinato, in Germania.

È parte del circondario (Landkreis) di Birkenfeld (targa BIR) e della comunità amministrativa (Verbandsgemeinde) di Herrstein-Rhaunen.